# Parapucrolia ocellata
Parapucrolia ocellata is een hooiwagen uit de familie Gonyleptidae.